# Guttet
Guttet est une localité et une ancienne commune suisse du canton du Valais, située dans le district de Loèche.
Elle a fusionné, en 2000, avec Feschel pour former la nouvelle commune de Guttet-Feschel.